# Takácsi
Takácsi község Veszprém vármegyében, a Pápai járásban.

## Fekvése
Pápa városától 8 kilométerre északra fekszik. A legközelebbi települések: északra Gyarmat, keletre pedig Vaszar. Területe nagyobb részt síkság, de vannak dombos részei is. A falun keresztülfolyik a Gerence-patak.

### Megközelítése
A település legfontosabb közúti megközelítési útvonala a 83-as főút, amely nagyjából dél-északi irányban végighalad a közigazgatási területén. Korábban a központját is átszelte, egy ideje nyugat felől elkerüli azt; azóta a régi nyomvonal a 8314-es út részét képezi. Délkeleti határszélét érinti a 8305-ös út is, Vaszarral pedig egy öt számjegyű alsóbbrendű út, a 83 126-os számú mellékút kapcsolja össze.
A hazai vasútvonalak közül a települést – pontosabban annak délkeleti határszélét – a MÁV 10-es számú Győr–Celldömölk-vasútvonala érinti, de megállási pontja helyben nincs a vonalnak. A legközelebbi vasúti csatlakozási lehetőséget Vaszar vasútállomás kínálja, mely Takácsi központjától mintegy 3-3,5 kilométerre keletre található, a 83 126-os út vasúti keresztezésétől északra.

## Története
Valószínűleg a késő bronzkorban, mintegy 2500-3000 évvel ezelőtt éltek itt emberek.
Egy győri püspöki levéltárban található irat szerint az 1270-es években Takácsiban lakó királyi szolgáknak – akik valójában kiváltságos emberek voltak – mindössze egy tinót kellett a királynak adóként beszolgáltatni. 1429-ben a Gencsy és a gróf Cseszneky család rendelkezett itt jelentősebb birtokkal. Takácsi falu nehézségek árán átvészelte a török háborúk másfél évszázadát (1526-1687).
1835-ben a faluban a veszprémi püspökség adatai szerint ilyen arányban oszlott meg a gyülekezeti tagok száma: 572 református - 560 evangélikus - 249 katolikus - 12 zsidó
Az 1930. május 19-i tűzvészben a falu 344 lakóházából 138 leégett.

## Közélete

### Polgármesterei
- 1990–1994: Csákváry Jenő (független)[4]
- 1994–1998: Sarmon Zsolt (független)[5]
- 1998–2002: Sarmon Zsolt (független)[6]
- 2002–2006: Szabó Endre Lászlóné (független)[7]
- 2006–2010: Kunszt Szabolcs (független)[8]
- 2010–2014: Kunszt Szabolcs (független)[9]
- 2014–2019: Vajda György (független)[10]
- 2019–2024: Vajda György (független)[11]
- 2024– : Vajda György (független)[1]

## Népesség
A település népességének változása:
| Lakosok száma | 882  | 875  | 863  | 838  | 806  | 798  | 797  |
|               | 2013 | 2014 | 2015 | 2021 | 2022 | 2023 | 2024 |

A 2001-es népszámlálás adatai szerint Takácsinak 935 lakosa volt, közülük 874-en (93,5%) vallották magukat valamely keresztény felekezethez tartozónak: 407-en római katolikusnak (43,5%), 252-en reformátusnak (27%) és 215-en evangélikusnak (23%). A 2008-as Helységnévkönyv szerint viszont már csak 888 lakója volt a községnek.
A 2011-es népszámlálás során a lakosok 88,6%-a magyarnak, 0,3% németnek, 0,8% cigánynak mondta magát (11,4% nem nyilatkozott; a kettős identitások miatt a végösszeg nagyobb lehet 100%-nál). A vallási megoszlás a következő volt: római katolikus 37,3%, református 23%, evangélikus 20,6%, felekezeten kívüli 3,3% (14,9% nem nyilatkozott).
2022-ben a lakosság 90,4%-a vallotta magát magyarnak, 1,1% cigánynak, 1% németnek, 0,6% románnak, 0,1% bolgárnak, 1,1% egyéb, nem hazai nemzetiségűnek (9,6% nem nyilatkozott; a kettős identitások miatt a végösszeg nagyobb lehet 100%-nál). Vallásuk szerint 30,3% volt római katolikus, 18,5% református, 14,9% evangélikus, 0,1% görög katolikus, 0,4% egyéb keresztény, 1,6% egyéb katolikus, 4,2% felekezeten kívüli (30% nem válaszolt).

## Nevezetességei
- A Gerence-patak vízimalmai.
- Római katolikus templom (Sarlós Boldogasszony templom), épült: 1787-1788.
- Református templom, épült: 1791.
- Evangélikus templom, épült: 1806-1808.
- Kultúrháza egyszerű falusi kultúrház, épült: 1959.
- Néhány régi lakóház.
- A közelben található az Ihászi-erdő.
- Horgásztó a falutól 500 méterre, 2006-ban létesítették.